# IC 2536
IC 2536 — галактика типу SBc () у сузір'ї Насос.
Цей об'єкт міститься в оригінальній редакції індексного каталогу.